# Heinrich Klingenberg (Maler)

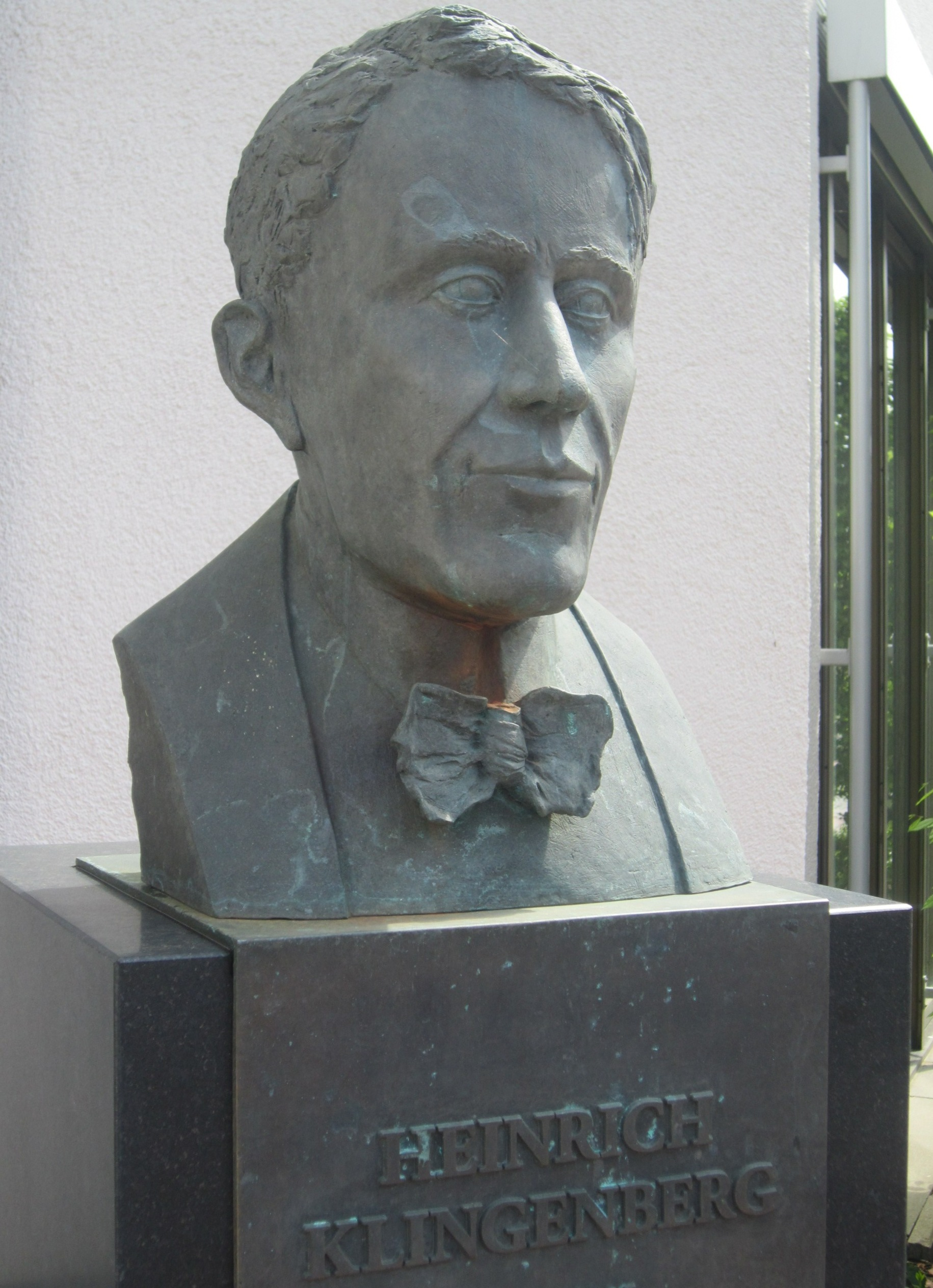
Freiplastik Heinrich Klingenbergs in Visbek, angefertigt von Albert Bocklage

Heinrich Klingenberg (* 23. Mai 1868 in Visbek; † 30. Dezember 1935 in Lohne) war ein deutscher Maler.

## Lebensdaten
Der Sohn des Tischlers Ferdinand Gerhard Heinrich Klingenberg und dessen Ehefrau Catharina geb. Schillmöller aus Visbek nahm 1882 im Nachbarort Goldenstedt eine Malerlehre auf, die er jedoch aus Krankheitsgründen wieder abbrach. Von 1885 bis 1888 absolvierte er eine Lehre als Dekorations- und Kirchenmaler im Münster, die er durch Mal- und Zeichenkurse ergänzte. Nach kurzer Tätigkeit als Kirchenmaler in Visbek begann er 1891 ein Kunststudium in München, das er aber nach einem Jahr aus Geldnot wieder aufgeben musste. Die Kunstakademie Düsseldorf besuchte er ebenfalls. 1896 ließ er sich dann in Lohne (Oldenburg) nieder und heiratete Helene Kaimer. In der Folgezeit erhielt zahlreiche Aufträge für Kirchen im Südoldenburger Raum und malte daneben Porträts. Seit 1900 zeigte er seine Werke auf Ausstellungen in Oldenburg, trat 1904 der Vereinigung Nordwestdeutscher Künstler bei und gehörte auch zu den Mitbegründern des Oldenburger Künstlerbundes. Der künstlerische Durchbruch gelang ihm 1905 auf der Nordwestdeutschen Kunst- und Gewerbeausstellung in Oldenburg. Er wurde nun gefördert und konnte 1909 eine Ausstellung in der Onckenschen Hofkunsthandlung in Oldenburg arrangieren, die guten Anklang fand. Klingenbergs akademisch präzise Malweise entsprach dem Trend des bürgerlichen Kunstverständnisses und so wurde er zu einem der gefragtesten Porträtisten des Großherzogtums, der auch zahlreiche Aufträge vom Adel, der Geistlichkeit und dem gehobenen Bürgertum erhielt. Nach dem Ersten Weltkrieg gingen seine Aufträge aus wirtschaftlichen Gründen stark zurück und Klingenberg geriet erneut in finanzielle Schwierigkeiten. Daraufhin ging er 1922 bis 1926 in die Niederlande, wo seine Malweise erneut erfolgreich war. In seinem letzten Lebensjahrzehnt behinderte ihn seine Parkinson-Erkrankung stark bei der Arbeit. Heinrich Klingenberg starb 1935 mit 67 Jahren ohne Auftraggeber völlig verarmt in einem Krankenhaus in Lohne. Im April 2013 wurde an der Hauptstraße seines Geburtsortes Visbek eine Skulptur Heinrich Klingenbergs aufgestellt, die von dem Vechtaer Bildhauer Albert Bocklage angefertigt worden war.

## Werk
Nach seinen Anfängen als Kirchendekorationsmaler wandte sich Klingenberg der realistischen Porträtmalerei zu. Dabei verzichtete er auf intensive Farbigkeit und konzentrierte sich auf den Ausdruck der porträtierten Person. Seine Porträts sind von handwerklicher Solidität und kühler Sachlichkeit und entstanden zumeist nach Fotografien.
Klingenberg war ein überregional gefragter Porträtist und malte insgesamt über 500 Porträts.

## Ausstellungen und Preise
1905 Beteiligung an der nordwestdeutsche Kunst- und Gewerbeausstellung in Oldenburg, 1909 erste Einzelausstellung in der Kunsthandlung Oncken im Lappan in Oldenburg, 1958 Ausstellung anlässlich der 90. Wiederkehr seines Geburtstages in seinem Geburtsort Visbek.
1918 erhielt Heinrich Klingenberg die Große Goldene Medaille für Wissenschaft und Kunst des Großherzogtums Oldenburg.

## Familie
Klingenberg heiratete am 18. Januar 1896 Helene Margarethe geb. Kaimer aus Hattingen. Das Paar hatte elf Kinder. 